# Deutsche Werkstätten Hellerau

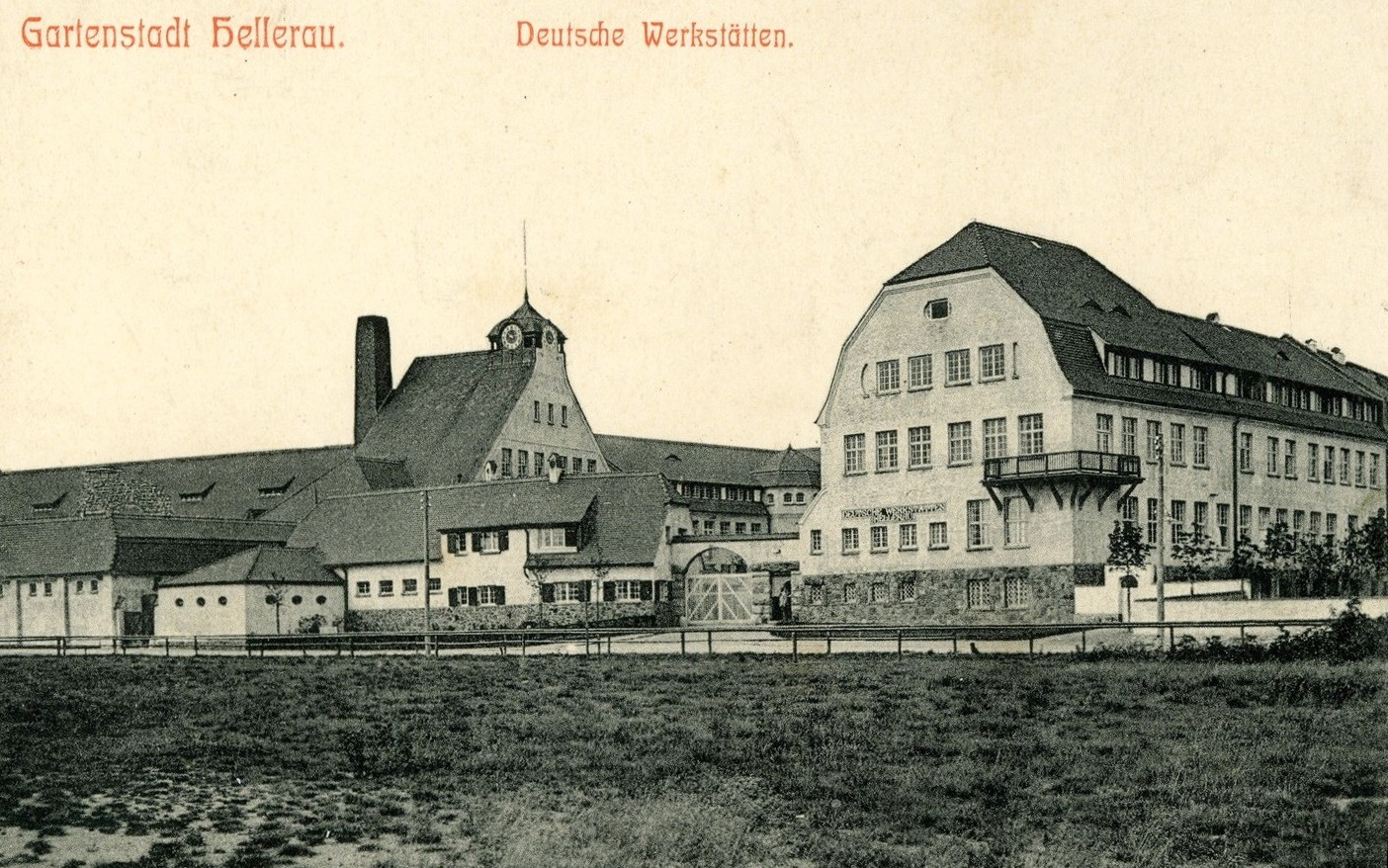
Deutsche Werkstätten, 1911

Die Deutsche Werkstätten Hellerau GmbH ist ein mittelständisches Unternehmen in Dresden (Hellerau), das im Innenausbau tätig ist. Das Unternehmen gehörte im Zuge der Reformbewegung des Kunstgewerbes um die Jahrhundertwende zu den bedeutendsten Herstellern von Möbeln nach Entwürfen von namhaften Künstlern.

## Unternehmensgeschichte

### 1898–1945

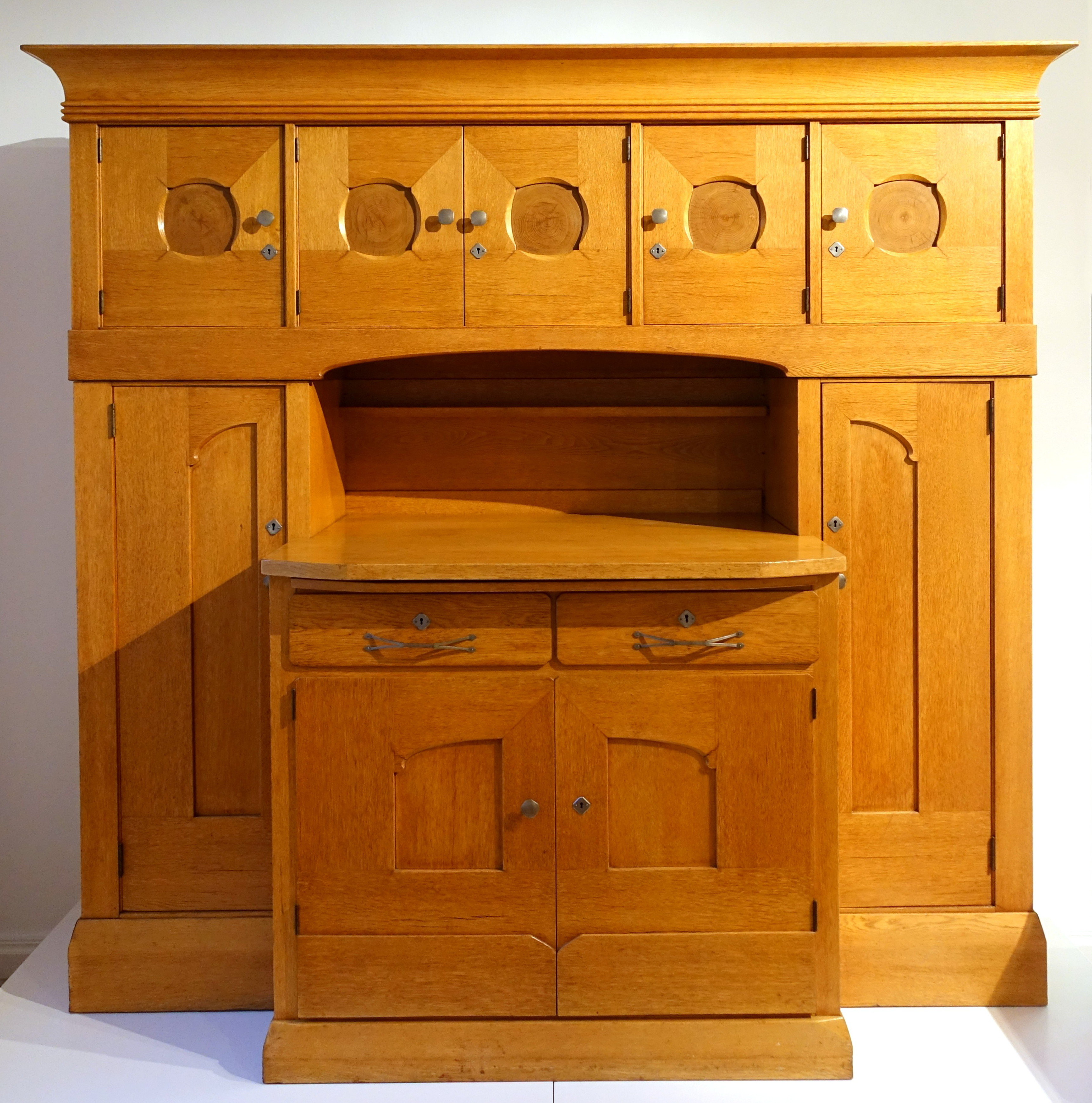
Buffet, Entwurf Richard Riemerschmid, 1903

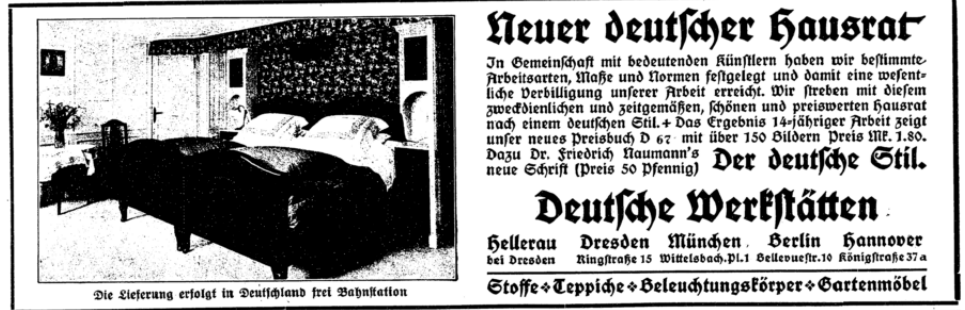
Neuer deutscher Hausrat (1912)

Die Unternehmensgründung erfolgte 1898 von Karl Schmidt mit geliehenen 5.000 Reichsmark und zwei Mitarbeitern unter dem Namen Dresdner Werkstätten für Handwerkskunst Schmidt und Engelbrecht in Dresden-Laubegast. 1899 erfolgte der Umzug in die Werkstatt der Akkordzitherfabrik Müller an der Bärensteiner Straße 5 in Dresden-Striesen und es wurde unter dem Namen Schmidt & Müller, Dresden-Striesen firmiert. Im gleichen Jahr erhielt das Unternehmen die Sächsische Staatsmedaille für seine preisgünstigen Zimmereinrichtungen. Im Jahr 1900 umfasste die Belegschaft rund 60 Personen.
Nach dem Tode seines Mitinhabers Julius Müller zahlte Karl Schmidt 1902 die Anteile an dessen Sohn Theophil Müller aus und verlegte Verkauf und Werkstatt an die Blasewitzer Straße 17 in Dresden-Johannstadt. 1907 schloss sich die Möbeltischlerei mit den Werkstätten für Wohnungseinrichtung München zu den Deutschen Werkstätten für Handwerkskunst GmbH, Dresden und München zusammen. Karl Schmidt in Dresden und Karl Bertsch in München waren fortan angestellte Geschäftsführer. Damit verfügte das Unternehmen auch über mehrere Verkaufsstellen in verschiedenen Regionen des Deutschen Reiches. Im selben Jahr richtete Karl Schmidt eine gewerbliche Fachschule und Lehrwerkstätten ein, deren erster Leiter Joseph August Lux wurde. Im Jahr 1909 wurde der Grundstein für ein Fabrikgebäude im heutigen Dresden-Hellerau und damit zugleich für die Gartenstadt Hellerau gelegt. Die Inbetriebnahme der neuen Produktionshalle und damit der Umzug erfolgte 1910. Zu dem Zeitpunkt beschäftigten die Deutschen Werkstätten 450 Mitarbeiter.
Die Gebäude wurden im Jahr 1907 von Richard Riemerschmid entworfen und nehmen die Grundformen eines Gutshofes auf. Die Gebäude sind auf einer Grundrissform in Anlehnung an eine Schraubzwinge entwickelt und um einen Hof gruppiert. Auch die Funktionen der Gebäude lassen sich im Sinne der Wirkungsweise dieser Schraubzwinge interpretieren. Die Bauwerke zeigen die typischen Elemente des Stils Riemerschmids, wie Krüppelwalmdächer, teilweise Verwendung von Fachwerk und eine Anlehnung an barocke Bauformen.
Um das nötige Kapital für das Firmenwachstum aufzubringen, wurde das Unternehmen 1913 in eine Aktiengesellschaft umgewandelt. Der Firmenname lautete Deutsche Werkstätten–AG. Rähnitz-Hellerau bei Dresden und verfügte über rund 600 Mitarbeiter. Während des Ersten Weltkriegs blieb die Nachfrage nach den Produkten weiterhin hoch. Es wurden hauptsächlich Lagerbestände verkauft, da die Einberufung von Arbeitern, kriegsbedingte Schwierigkeiten mit der Materialbeschaffung und die Produktion für die Heeresverwaltung eine geregelte Möbelherstellung nicht zuließ. Der verlorene Krieg, revolutionäre Wirren und die Hyperinflation 1923 verschlechterten die wirtschaftliche Lage des Unternehmens. Das Aktienkapital musste um vier Millionen Mark erhöht werden. Es herrschte Kurzarbeit. Dazu kamen Streiks um höhere Löhne. In jenen Jahren wurden die Hellerauer Holzhäuser entwickelt. Das waren Fertigteilhäuser in verschiedenen Ausführungen. Diese Produktionslinie war ein Erfolg. Ab 1925 engagierten sich die Deutschen Werkstätten auch im Geschäftsfeld Innenausbau von Passagierdampfern.
Exkurs Maschinenmöbel

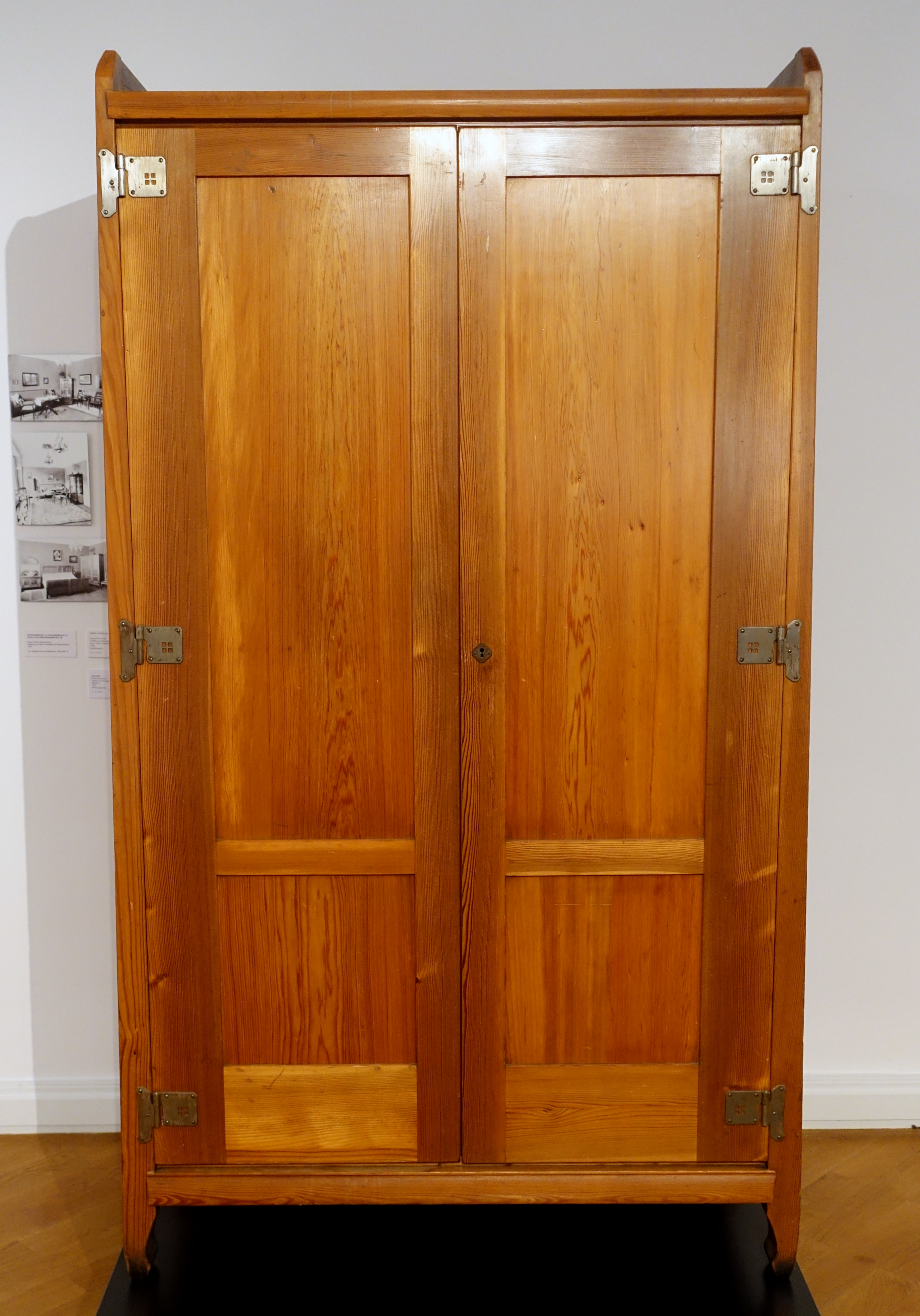
Maschinenmöbel: Wäscheschrank aus dem ersten Programm Das Dresdner Hausgerät, 1906

Ab 1903 entwickelte Richard Riemerschmid die Maschinenmöbel. Das waren maschinell gefertigte Serienmöbel, welche zerlegbar waren. Dadurch konnten sie platzsparend zusammengepackt werden, um sie zum Kunden zu transportieren. Der Zusammenbau war einfach. Die Möbel bestanden aus typisierten Elementen und waren untereinander kombinierbar. Riemerschmid legte Wert darauf, einerseits eine möglichst effiziente Fertigung und andererseits eine den ästhetischen Ansprüchen der Deutschen Werkstätten genügende Gestaltung der Möbel zu vereinen. Die Wirkung der Möbel sollte nur durch die klare Form, die Proportionen und den bewussten Einsatz der Materialien kommen. Die ersten Jahre wurde es außerdem vermieden, die Herkunft aus der Maschine herauszustellen. Der Kunde sollte ein Möbel bekommen, dass auf den ersten Blick wie herkömmliche Handwerksarbeit aussah. Erst Mitte der zwanziger Jahre wurde das Maschinelle in der Herstellung stärker betont. Es gab verschiedene Preisklassen bei diesen Möbeln. Weiterhin machte die Möglichkeit, einzelne Möbel und nicht nur komplette Zimmereinrichtungen erwerben zu können, diese Möbel auch für untere Einkommensschichten erschwinglich. 1906 wurde das erste Maschinenmöbel-Programm der Welt auf der Dritten Deutschen Kunstgewerbeausstellung vorgestellt. Das Programm nannte sich Das Dresdner Hausgerät. Ab 1912 trugen auch andere Designer Entwürfe für Maschinenmöbel bei. Das Programm hieß dann Das Deutsche Hausgerät. Es lief bis 1925 und wurde vom Programm Die billige Wohnung abgelöst.
Hinzu kamen neue Ansätze in der Vermarktung. So wurden gezielt sowohl günstige Produktlinien für Arbeiterwohnungen als auch hochpreisige für bürgerliche Haushalte angeboten. Die als Preisbuch bezeichneten Kataloge waren hochwertig gestaltet und umfassten auch Aufsätze zum Kunstgewerbe.

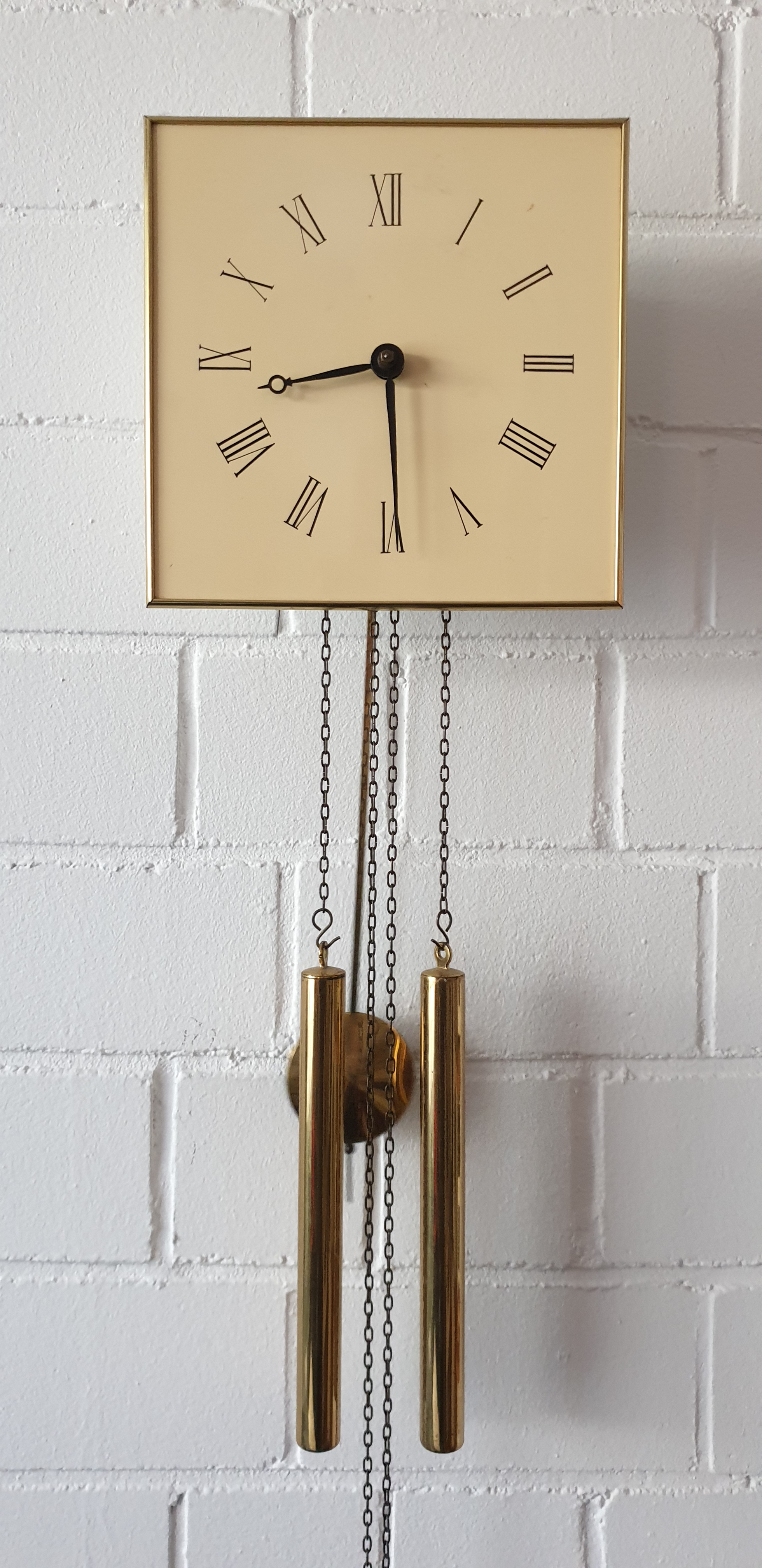
Wanduhr, 1910 von Heinrich Tessenow für die Deutschen Werkstätten gestaltet

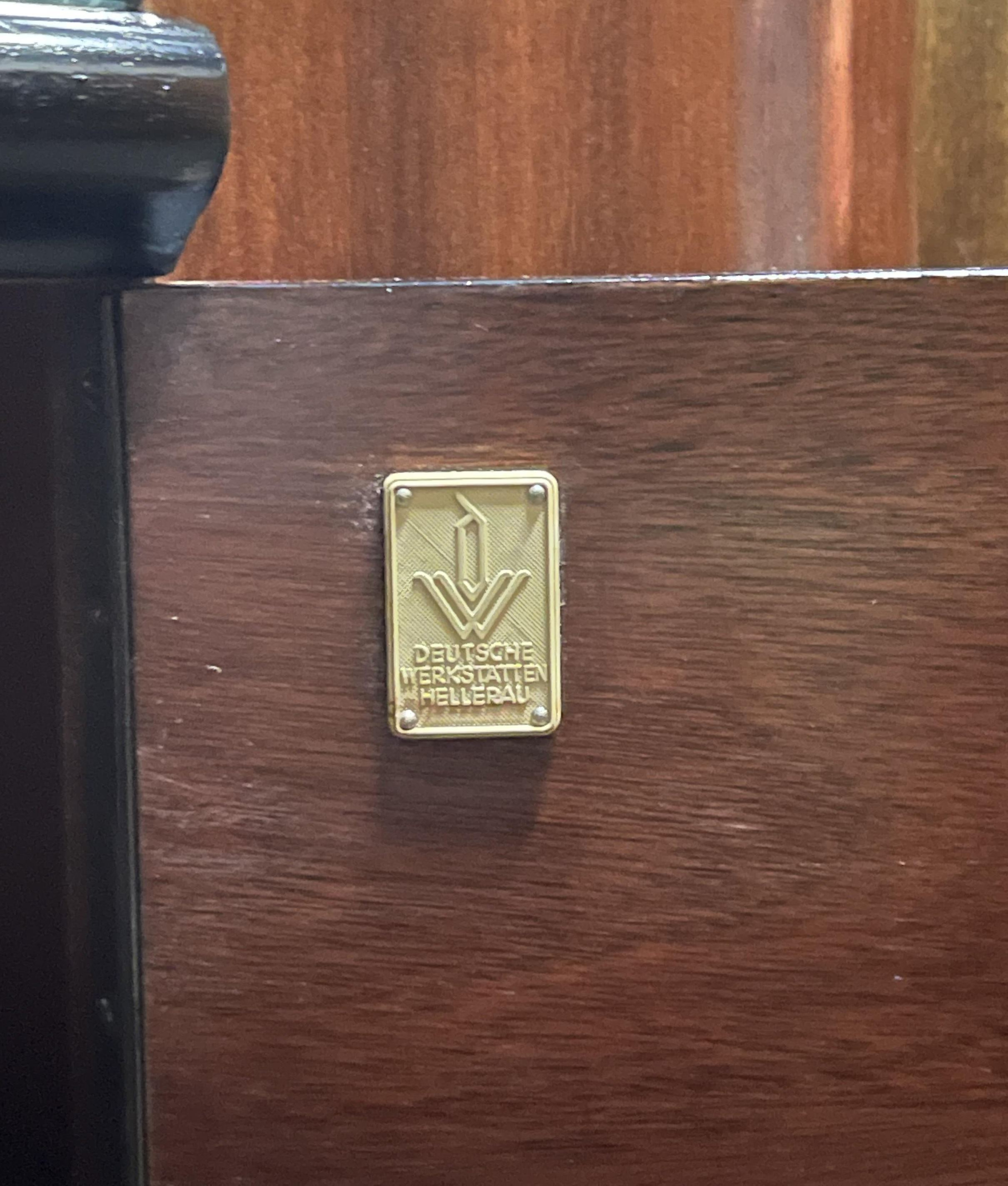
Deutsche Werkstätten Hellerau – Signatur auf rechter Innenseite eines Sideboards

Bereits 1898/1899 hatte Karl Schmidt und Johann Vincenz Cissarz einen Schrank mit großflächigen Schichtholzplatten hergestellt. Mit der Weiterentwicklung, der Sperrholzplatte, wurde ab 1925 das Typenmöbelprogramm Die billige Wohnung, entworfen von Adolf Gustav Schneck, hergestellt. 1929 wurde der Münchner Zweigbetrieb liquidiert. Die finanzielle Situation verschlechterte sich trotzdem weiter. Mitte 1930 wurde den Geschäftsführern Schmidt und Bertsch gekündigt und der Betrieb stillgelegt, um kein Konkursverfahren einleiten zu müssen. Schmidt verzichtete auf alle Ansprüche aus seinem Geschäftsführervertrag, um im Unternehmen bleiben zu können. Es fand ein Gesellschafterwechsel statt und ab 1931 lief die Produktion langsam wieder an. Die Mitarbeiterzahl entwickelte sich von 130 im Jahr 1932 auf 428 zum Jahresende 1933. In den folgenden Jahren bis Kriegsbeginn entwickelte sich das Unternehmen sehr positiv. Unter anderem produzierte man unter dem Namen Die Heimstättenwohnung vollständige Einrichtungen nach den Richtlinien des Reichsheimstättenamtes. Bruno Paul gestaltete das Möbelprogramm Die wachsende Wohnung.
Nach Kriegsbeginn 1939 wurden die einberufenen Mitarbeiter durch französische und sowjetische Kriegsgefangene und Zwangsarbeiter ersetzt. Die Werkstätten produzierten Rüstungsgüter, hauptsächlich Gewehrschäfte sowie ab 1944 Flugzeugteile für die Heinkel He 162 S. Während dieser Zeit wurde eine Methode entwickelt, Holzreste so zu verleimen, dass daraus Möbelbeschläge, Kleiderhaken oder sogar Türklinken entstehen konnten. Die Deutschen Werkstätten erhielten dafür 1941 das Patent Vergütetes Holz erteilt.

### 1946–1990

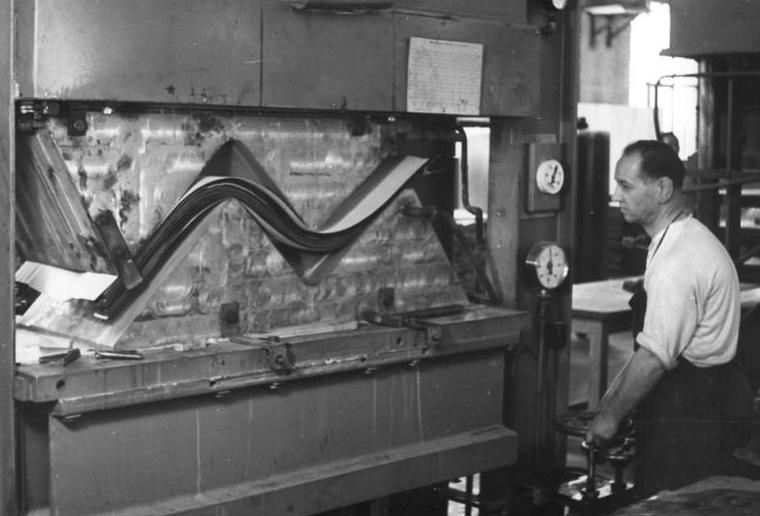
Stuhlpresse, 1951

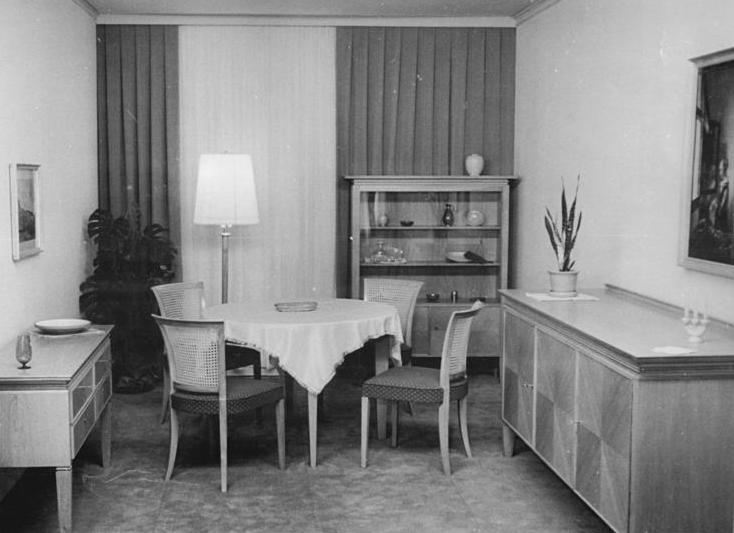
Wohnzimmer aus dem Programm Die wachsende Wohnung, 1954

Da die Deutsche Werkstätten Hellerau AG Zulieferer der Rüstungsindustrie des Zweiten Weltkriegs gewesen waren, wurde das Werk zur Reparationen herangezogen und kam unter staatliche Verwaltung. Die Aktiengesellschaft wurde 1946 aufgelöst. Karl Schmidt–Hellerau wurde der Zutritt zum Betriebsgelände verboten. Der Betrieb wurde zum 1. Januar 1951 verstaatlicht. Er firmierte ab da unter Volkseigener Betrieb Deutsche Werkstätten Hellerau. Das Möbelprogramm Wachsende Wohnung wurde weiterproduziert. 1953 entstand unter Mitwirkung der Werkstätten „Deutschlands erster fahrbarer Ausstellungs-Pavillon für bildende Kunst“, den Paul Gruson und Werner Nerlich entworfen hatten. Das Projekt hatte großen Erfolg. So kamen in dem Örtchen Blumenthal bei der ersten Rundfahrt 600 Besucher, in Wittstock in fünf Tagen 1345. Anknüpfend an die Entwicklungsarbeit zum Vergüteten Holz zehn Jahre zuvor entwickelten die Mitarbeiter die spanlose Verformung von Lagenholz. Außerdem erfanden sie eine Methode, aus Sägemehl und Holzspänen gepresste Möbelplatten herzustellen. Diese wurden bei der Produktion der MDW–Möbel verwendet. Ab 1967 produzierten die Werkstätten das Möbelprogramm Deutsche Werkstätten (MDW) in großen Stückzahlen. Das von Rudolf Horn entwickelte Möbelsystem blieb 24 Jahre in Produktion. Ab 1970 war Hellerau das Stammwerk des VEB Möbelkombinat Hellerau, zu dem mehrere Möbelunternehmen in der DDR gehörten, so beispielsweise die Eschebachschen Werke in Radeberg.
In der Abteilung Sonderanfertigungen arbeiteten zu DDR-Zeiten 80 Tischler, die die Dresdner Semperoper, das Gewandhaus in Leipzig und Regierungsgebäude in Ostberlin ausbauten.
Da das ursprüngliche Tor zu eng geworden war, ersetzte es Heinrich Rettig in der Nachkriegszeit durch den noch heute erhaltenen Torbogen im Riemerschmidschen Stil.

### Seit 1991

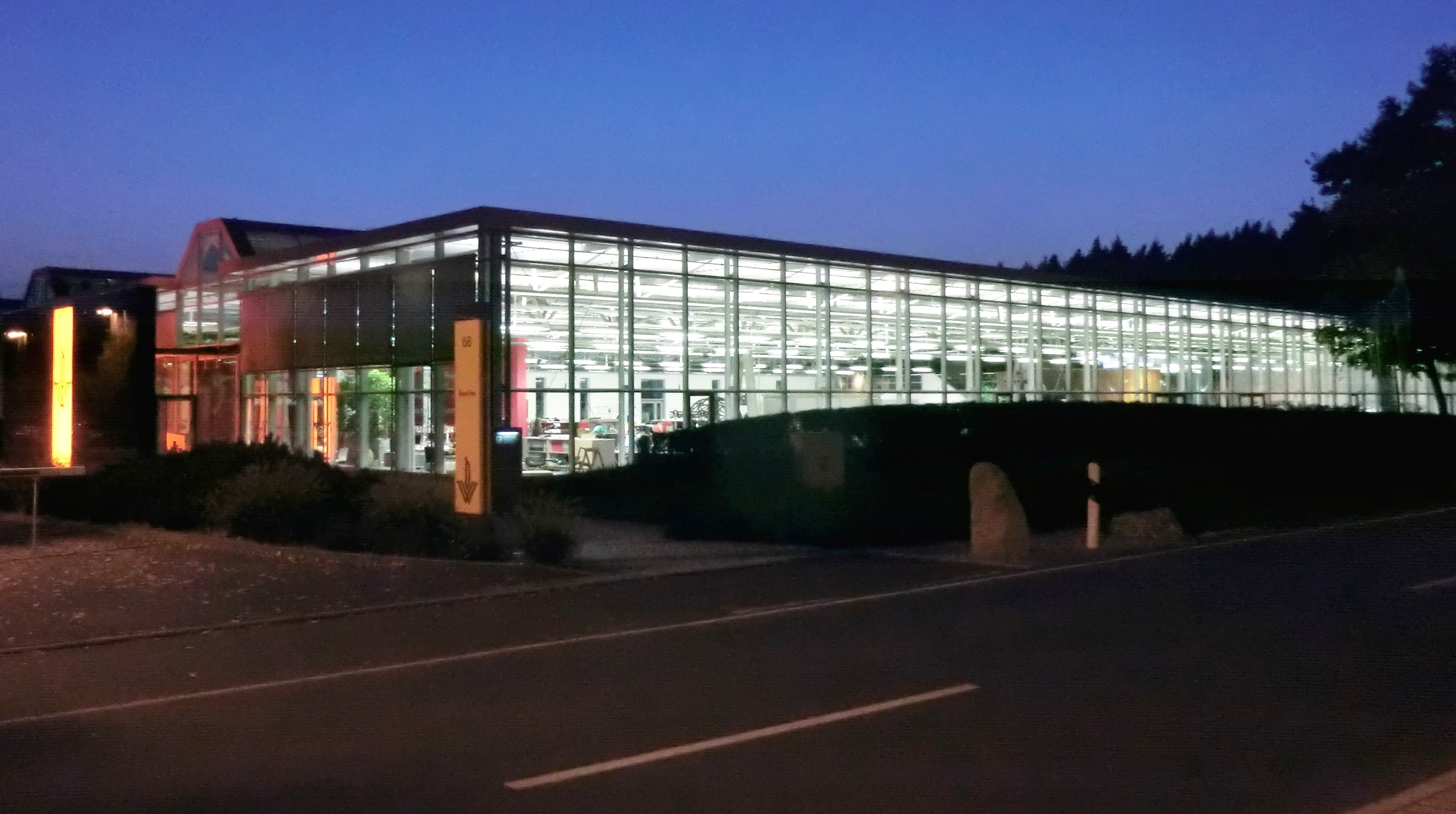
Seit 2006 befinden sich die Produktionsgebäude der Deutsche Werkstätten Hellerau GmbH gegenüber dem alten Werkstattkomplex

Nach der Wende 1991 wurde das Unternehmen in eine GmbH umgewandelt und 1992 im Rahmen eines Management-Buy-in durch die Treuhandanstalt reprivatisiert. Der westdeutsche Pharmaunternehmer Fritz Straub (* 1943) kaufte es und konzentrierte sich mit 80 Mitarbeitern auf hochwertigen individuellen Innenausbau. Zunächst betätigten sich die Werkstätten vor allem im Rahmen öffentlicher Aufträge.
Ende 2023 arbeiteten etwa 450 Menschen für die Deutschen Werkstätten. Das Unternehmen hat eine Tochtergesellschaft in Russland und Niederlassungen in Moskau und der Schweiz sowie Repräsentanten in England, Frankreich und im asiatisch-pazifischen Raum.

## Grundgedanke der Herstellung
Karl Schmidt verschrieb sich gezielt der Herstellung von Reformmöbeln, die er von namhaften Künstlern gestalten ließ. Entwürfe stammten u. a. von Karl Groß, Max Rose, Wilhelm Kreis, Erich Kleinhempel, Gertrud Kleinhempel, August Endell, Otto Fischer, Otto Gussmann, Peter Behrens, Joseph Maria Olbrich, Mackay Hugh Baillie Scott und Charles Rennie Mackintosh.
Karl Schmidt versuchte, mit seiner Werkstatt einen Kompromiss zwischen preisgünstiger, maschineller Herstellung und geschmackvollem Design zu finden. Das Sortiment umfasste neben anspruchsvollen Sonderanfertigungen, überwiegend funktionale, dauerhafte und erschwingliche Gebrauchsmöbel für die Mittelschicht. Darüber hinaus wurden in geringem Umfang auch Einzelstücke handwerklich hergestellt. Die Deutschen Werkstätten waren im Zuge der Reformbewegung des Kunstgewerbes in Deutschland der bedeutendste Möbelhersteller Dresdens. Sie gehörten zu den Gründungsmitgliedern des Deutschen Werkbundes.

## Soziales Engagement

### Gartenstadt Hellerau
Während seiner Wanderjahre in England lernte Karl Schmidt-Hellerau die Idee der Gartenstadt kennen. Diese wollte er auch in Dresden als sozialen Fortschritt und Ausweg aus der ungesunden Enge der städtischen Arbeiterwohnungen umsetzen. Er beschloss gemeinsam mit weiteren Personen, unter ihnen Friedrich Naumann, den Bau der ersten deutschen Gartenstadt. Sie sollte an den Fabrikneubau der Deutschen Werkstätten angrenzen, wozu die Gartenstadt-Gesellschaft Hellerau und die Baugenossenschaft Hellerau gegründet wurden. 1909 kaufte er insgesamt 140 Hektar Land von 42 Klotzscher und 31 Rähnitzer Bauern für etwa 1,50 Mark pro Quadratmeter. Am 9. Juni 1909 begann Schmidt-Hellerau zeitgleich mit dem Bau der Deutschen Werkstätten mit dem Anlegen der Siedlungsstraße Am Grünen Zipfel nach Bauplänen des Münchner Architekten Richard Riemerschmid.

### Dresdner Spielzeug

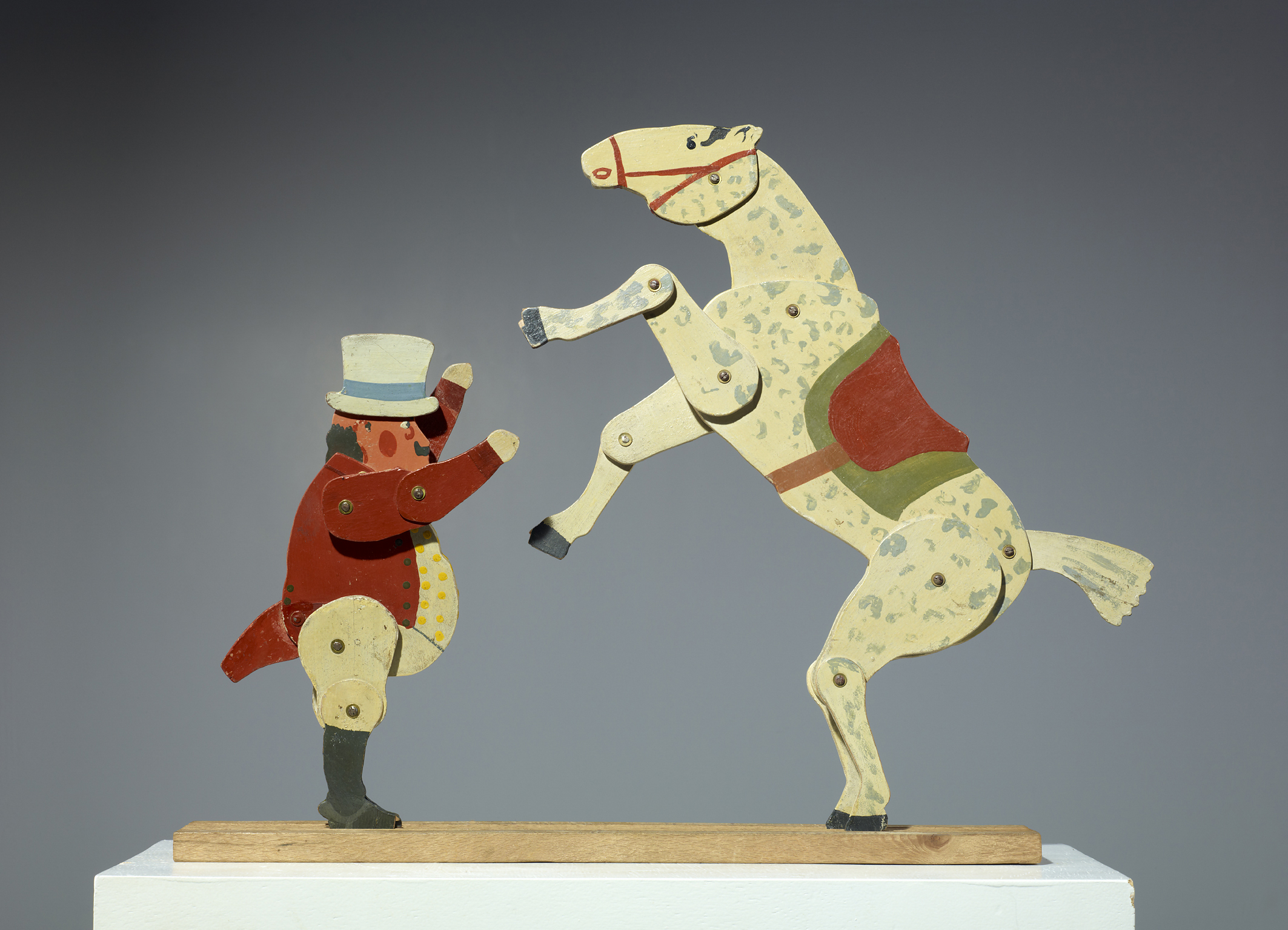
Sonntagsreiter, Entwurf Richard Riemerschmid, 1904, Ausführung Dresdner Werkstätten für Handwerkskunst, Abteilung Spielsachen Zschopau, ca. 1905

Die Deutschen Werkstätten gehörten ab 1902 zusammen mit den Werkstätten für deutschen Hausrat von Theophil Müller zu den ersten Unternehmen, die Holzspielsachen unter dem Namen „Dresdner Spielzeug“ nach Entwürfen von Künstlern herstellten. Im Angebot waren u. a. ein Schaukelpferd nach einem Entwurf von Richard Riemerschmid und ein Dackel auf Rädern nach einem Entwurf von Hermann Urban. Weitere Entwürfe stammten von Hellmut Eichrodt, Gustav Schaale, Bernhard Wenig, Fedor Flinzer sowie dem Schriftsteller Frank Wedekind.
Die Erstellung von Reformspielzeug in Dresden stand auf dem Hintergrund der Kunsterziehungsbewegung zu Beginn des 20. Jahrhunderts und einer tiefen Unzufriedenheit mit der Qualität des damals massenhaft industriell produzierten Spielzeugs. Angestrebt wurden einfach gestaltete, aus natürlichen Materialien gefertigte und die Fantasie anregende Spielzeuge.
Am 18. Februar 1905 gründete Karl Schmidt mit den Dresdener Werkstätten für Handwerkskunst, Abteilung Spielsachen Zschopau in seiner Heimatstadt, einer damals strukturarmen Region, eine eigenständige Spielzeugabteilung. Das Spielzeugprogramm wurde regelmäßig und äußerst erfolgreich auf der Leipziger Messe präsentiert. Das Angebot stieß auch von Anfang an in den führenden Kunstzeitschriften und Tageszeitungen auf eine große Resonanz. Vor dem Hintergrund der anstehenden Umsetzung der Gartenstadt Hellerau und im Sinne einer Betriebskonzentration, wurde im Mai 1909 die Spielsachenabteilung an die Holzspielwarenfabrik von Theodor Heymann in Großolbersdorf verkauft. Heymann führte die Produktion im Sinne des Gründers bis 1914 fort.

## Produktion (Auswahl)

### Zwischen 1909 und 1945
- Empfangssaal und Kirchenraum der katholischen Gemeinde Dresden-Klotzsche in der Villa Harzer, Goethestraße 17, 1938
- Innenausbau des Neuen Jägerhauses für den Sächsischen Jägerhof am Jagdschloss Grillenburg nach Plänen von Oswin Hempel (1939) u. a. mit Großintarsien nach Vorlagen von Max Wendl

### Zwischen 1949 und 1990

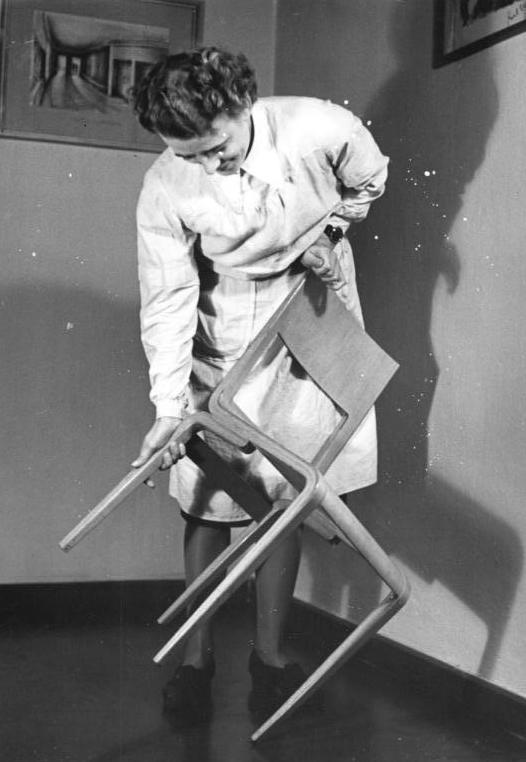
Der Hellerauer Holzstuhl Modell 50642 von Erich Menzel

- Industrielle Großfertigung zur Inneneinrichtung für Hotels, Hochschulen, Theater
- Individuelle Ausstattung mit hochwertiger Inneneinrichtung für die Meyer-Villa in Radebeul, ein „seltenes Beispiel einer DDR-Unternehmervilla“[21]
- Die Möbel zur Wohnungseinrichtung, auch Hellerau-Möbel genannt, waren sehr begehrt.
- Ein zehn Jahre lang produziertes und noch nach der Wende unter Sammlern und Museen gefragtes Sortiment war die Typensatzserie 602 mit Anrichten und Vitrinen, vom Bauhaus-Designer Franz Ehrlich entworfen.[22]
- Ein besonderes Erzeugnis war der Schichtholzstuhl Modell 50642, in 29 Holzlagen dampfgepresst. Der Entwurf stammt von Erich Menzel aus den frühen 1950er Jahren. Im Jahr 2014 wurde sein Sammlerwert mit 1200 Euro angegeben.[22]

### Seit 2000
Das Unternehmen ist hauptsächlich im Bereich des Innenausbaus von Räumen und Gebäuden tätig, wie z. B. für:
- das Dresdner Rathaus
- das Dresdner Landtagsgebäude
- die Neue Synagoge Dresden
- die Elbe-Raddampfer
- das Hambacher Schloss
- die Frauenkirche in Dresden

Der Innenausbau von Yachten macht heute 40 Prozent des Umsatzes aus.

## Auszeichnungen
- Drei Bronzemedaillen bei der Weltausstellung von 1900 in Paris
- Auszeichnungen bei den Weltausstellungen von 1904 in St. Louis und 1937 in Paris

## Archiv und Ausstellung
Das Archiv der Deutschen Werkstätten Hellerau, bestehend aus Verträgen, Künstlerkorrespondenzen, Originalzeichnungen – unter anderem von Richard Riemerschmid, Heinrich Tessenow, Bruno Paul und Karl Bertsch – Aufsichtsrats- und Generalversammlungsprotokollen, Bilanzen, Geschäftsberichten, Patenten, Katalogen und Prospekten, Fotos und Bildern (Glasplatten, Negative und Dias) wurde als National wertvolles Archiv unter Kulturgutschutz gestellt.
Im Kunstgewerbemuseum Dresden zeigt das Schaudepot Deutsche Werkstätten Hellerau die Entwicklung im seriellen Möbelbau der Deutschen Werkstätten von den Anfängen im Jahr 1898 bis in die 1960er Jahre.